# Металлург (футбольный клуб, Златоуст)
«Металлург» — российский футбольный клуб из Златоуста. Создан не позднее 1965 года. Выступает в чемпионате Челябинской области.

## Достижения

### Первенство СССР
- 1-е место в зональном турнире РСФСР, 3-е место в полуфинале РСФСР класса «Б» (1969).

### Кубок СССР
- 1/2 зонального финала (1966/67).